# Wonderful World
«Wonderful World» (иногда наз. «(What a) Wonderful World») — песня американского певца Сэма Кука. Была издана как сингл 14 апреля 1960 года на лейбле Keen Records.
Записана же песня была ещё в 1959 году во время импровизированной сессии, которая стала для Кука последней на Keen Records. В 1960 году Сэм Кук подписал контракт с RCA Victor и ушёл туда, и тогда его старый лейбл выпустил эту ещё не опубликованную запись.
Написали песню Лу Адлер и Герб Алперт, но потом Сэм Кук переработал текст так, чтобы он больше концентрировался на теме учёбы.
Песня достигла 12 места в Billboard Hot 100 и 2 места в билбордовском ритм-н-блюзовом чарте Hot R&B Sides.
В 2004 году журнал Rolling Stone поместил песню «Wonderful World» в исполнении Сэма Кука на 373 место своего списка «500 величайших песен всех времён». В списке 2011 года песня находится на 382 месте.

## Чарты и сертификации
| Чарт (1960)                     | Наив. поз. |
| ------------------------------- | ---------- |
| Великобритания (OCC UK Singles) | 27         |
| США (Billboard Hot 100)         | 12         |
| США (Billboard Hot R&B Sides)   | 2          |

| Чарт (1986)                                    | Наив. поз. |
| ---------------------------------------------- | ---------- |
| Нидерланды (Dutch Top 40)                      | 1          |
| Великобритания (OCC UK Singles) · 1986 rechart | 2          |

| Чарт (1965)                     | Наив. поз. |
| ------------------------------- | ---------- |
| США (Billboard Hot 100)         | 4          |
| Великобритания (OCC UK Singles) | 7          |

| Чарт (1978)                    | Наив. поз. |
| ------------------------------ | ---------- |
| США (Billboard Easy Listening) | 17         |
| США (Billboard Hot 100)        | 17         |
| США (Cash Box)                 | 15         |

| Чарт (1976)                     | Наив. поз. |
| ------------------------------- | ---------- |
| Великобритания (OCC UK Singles) | 25         |

| Регион | Сертификация | Продажи |
| --- | ------------ | ------- |
| Великобритания (BPI) | Золотой      | 400 000 |
| * Данные о продажах приведены только на основе сертификации. ^ Данные о тиражах приведены только на основе сертификации. |              |         |